# شب‌خروش شکم‌بلوطی
شب خروش شکم بلوطی (نام علمی: Penelope ochrogaster) نام یک گونه از سرده شب‌خروش‌های اصلی است.